# 이천 관고동 석불입상
이천 관고동 석불입상(다른이름: 관고동 석조여래입상. 이전명칭: 관고리 입상석불)은 대한민국 경기도 이천시 관고동에 있는 석불이다. 1986년 4월 14일 이천시의 향토유적 제6호로 지정되었다.

## 개요
이천시에서 기치미 고개에 이르는 산업도로변 좌측, 예로부터 미륵골이라 불리던 산골짜기 안의 밭 중앙에 위치해 있던 것을 1987년 12월 18일 인근에 있는 법왕정사 경내로 옮겨다 놓았다.

### 특징
이 석불(石佛)은 규모가 큰 여래입상(如來入像)으로 머리는 나발(螺髮)로 작은 육계를 가지고 있다. 육계란 부처의 정수리에 마치 혹처럼 솟아 있는 부분으로, 부처의 크고 높은 지혜를 상징한다. 육계는 불교의 발상지인 인도에서 성인들이 머리카락을 올려 묶었던 상투 모양에서 유래하였다고 추정된다. 특징적으로 머리가 신체에 비해서 크게 표현되었다. 귀는 매우 커서 양 어깨까지 길게 흘러내렸고 목에는 3도(道)가 뚜렷하나 도식화된 느낌이 있다. 상대적으로 입은 작게 표현이 되어 있다. 전체적으로 보면, 눈, 코, 귀가 모두 길게 표현되어 있는데, 이는 이천 자석리 석불입상의 얼굴 표현과 유사하다.
법의(法衣)는 통견(通肩)으로 가슴에서부터 의문(衣文)이 원견을 이루다가 양 무릎 부분에서 타원형을 이루어 발밑까지 닿아 있다.
오른손은 옆으로 곧게 펴서 내리고, 왼손은 손바닥이 밖으로 향한 채 손목을 구부리고 아랫배에 붙이고 있다. 특징적으로 몸체에 비해 손이 큰 편이다. 과도하게 긴 팔과 큰 손은 비례가 맞지 않아 어색한 부분이지만, 불교에서는 부처의 신체적 특징으로 조각이나 회화에서 많이 볼 수 있는 형태이다.

### 현재 상태
콧마루와 손가락 부위는 일부가 마멸되어 시멘트로 보강하였고, 등 복판에는 10cm가량의 사각 구멍이 뚫려 있는데, 두광(頭光)장식을 만들어 부착해 놓았던 자리로 추측할 수 있다. 불상의 발 부분은 땅에 매몰되어 있다. 주위에는 석괴(石塊)와 와편(瓦片)이 출토된 바 있어 원래는 불당(佛堂) 건물이 설치되었던 자리임을 알 수 있다.

### 제작 연대
규격화된 수법으로 미루어, 불교 조각의 쇠퇴기인 고려 중기 이후에 조성된 작품으로 추정된다.

## 사진

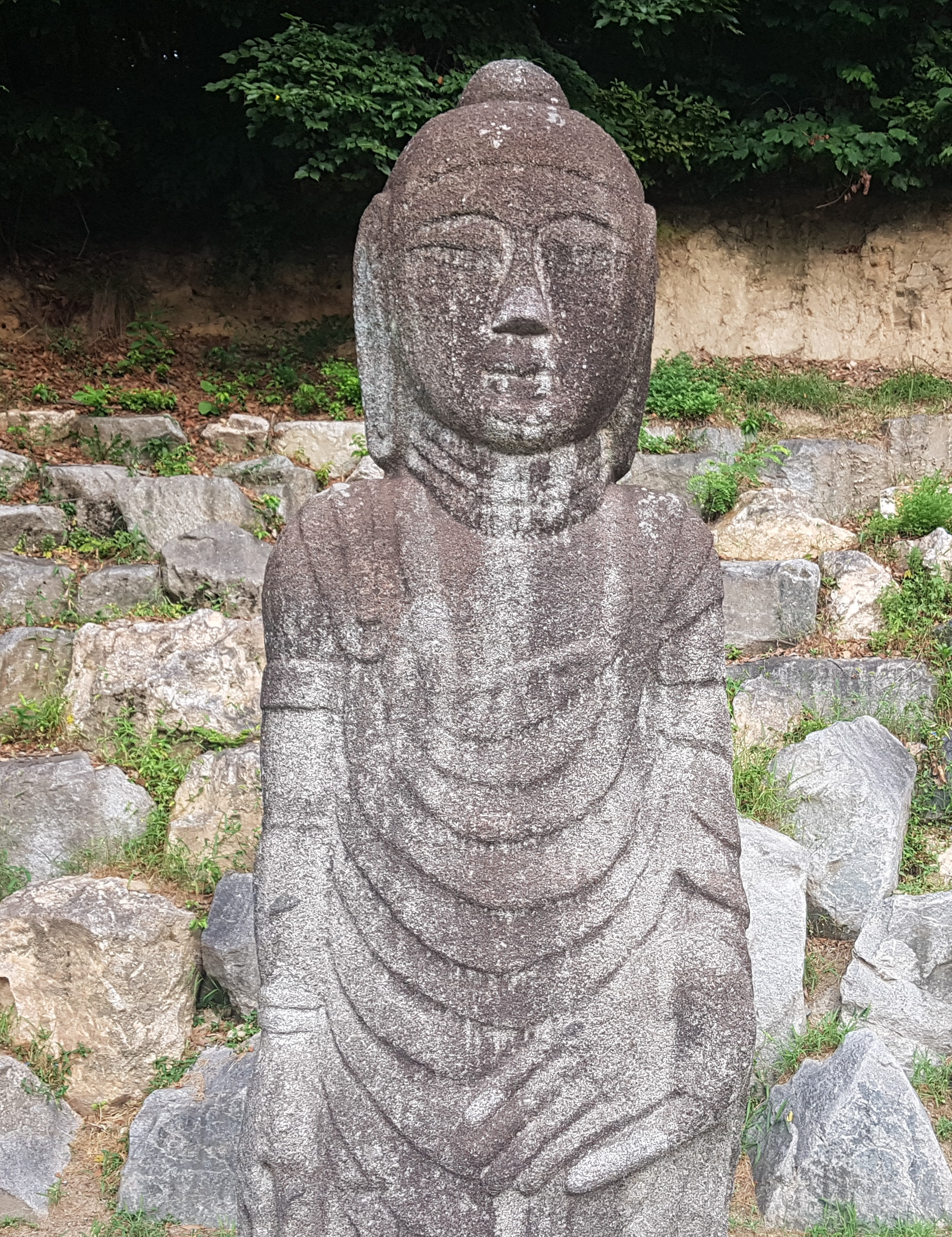
관고동 석불입상 정면
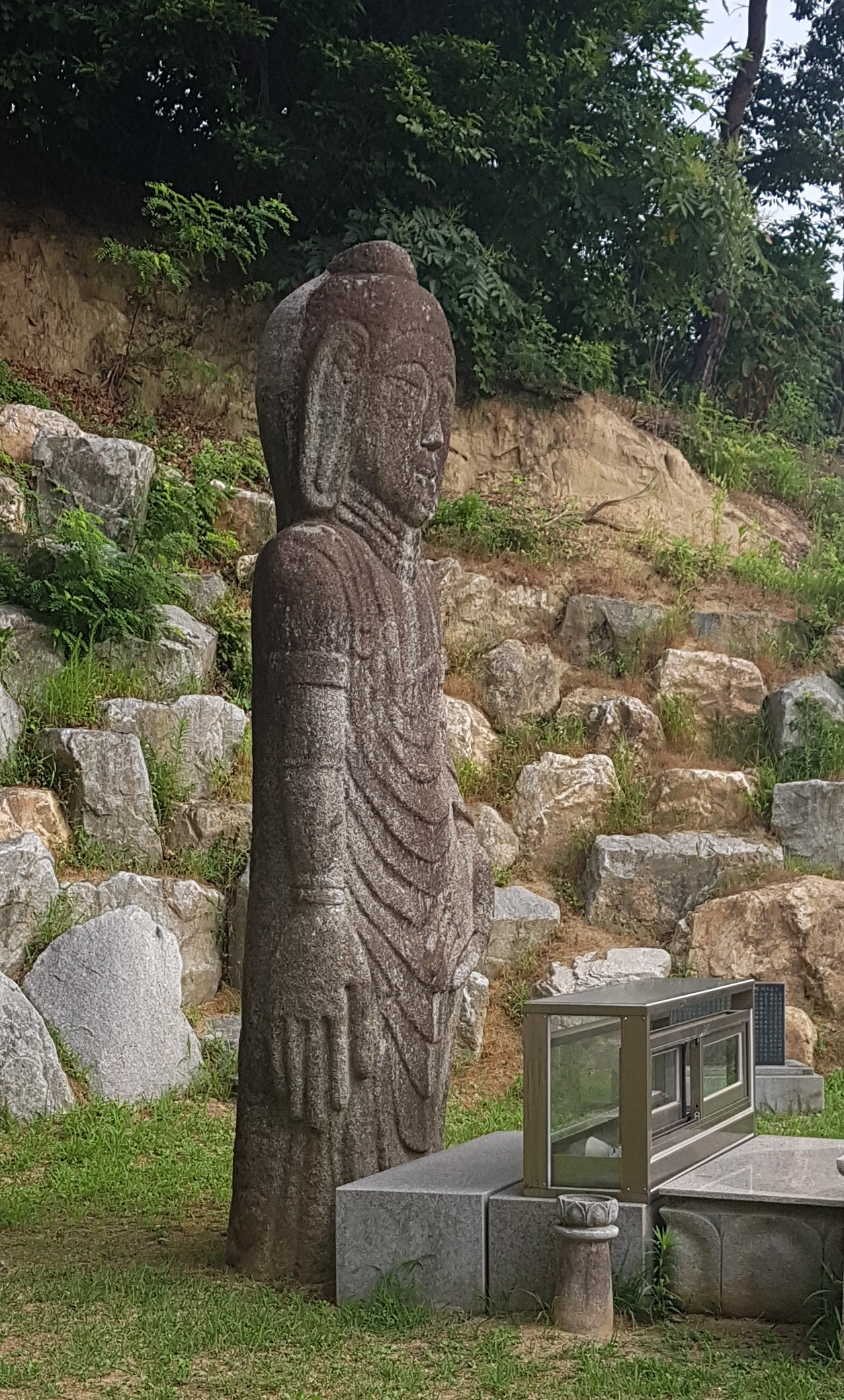
관고동 석불입상 측면

## 현장 안내문
관고리 입상석불
향토유적 제6호(경기도 이천시 관고동 185-5)
이천시에서 기치미고개에 이르는 도로변 좌측, 옛부터 미륵골이라고 불리던 산골짜기 안의 밭중앙에 위치해 있다. 이 석불은 규모가 큰 여래입상으로 현 위치가 원래에 매몰되었던 곳이라 한다.
머리는 소발에 작은 육계를 가지고 있으며 상호는 하해이다. 귀는 매우 커서 양어깨에까지 길게 흘러내렸고, 목에는 3도가 뚜렷하나 도식화된 느낌이 있다. 법의는 통견으로 가슴에서부터 의문이 원후를 이루다가 양무릎 부분에서 타원형을 이루어 발 밑에까지 닿아 있다. 오른손은 옆으로 곧게 펴서 내리고, 왼손은 밖으로 향하여 배 앞부분에서 구부렸는데, 동체에 비해 손이 큰 편이다. 콧마루와 손가락 부위는 일부가 마멸되어 시멘트로 보강했고, 등 복판에는 10cm 가량의 사각구멍이 뚫려 있는데, 두광 장식을 만들어 부착해 놓았던 자리인 듯 싶다. 주위에는 석괴와 와편이 출토된 바 있어 원래는 불당 건물이 설치되었던 자리임을 알 수 있다. 규격화된 수법으로 미루어, 불교조각의 쇠퇴기인 고려 중기 이후에 조성된 작품으로 추정된다. 석불의 규모는 전체높이 4m, 어깨폭 1.10m, 허리둘레 1.17m이다.

## 참고자료
- 관고동 입상석불 - 이천시 미디어이천

## 같이 보기
- 이천 어석리 석불입상
- 이천 자석리 석불입상
- 이천 이평리 석불입상
- 이천 갈산동 석불입상
- 이천 선읍리 석불입상
- 이천 영월암 마애여래입상
- 이천 대포동 석조여래입상